# ガストン・アビラ
ガストン・ルシアーノ・アビラ（Gastón Luciano Ávila、2001年9月30日 - ）は、アルゼンチン・ロサリオ出身のサッカー選手。フォルタレーザEC所属。ポジションはディフェンダー。

## クラブ経歴
2019年1月2日、ボカ・ジュニアーズへ移籍し、プロ契約を結んだ。約1年後の2020年2月2日、CAタジェレスとのリーグ戦でプロデビューを果たし、プロ1シーズン目は公式戦5試合に出場した。
2021年2月10日、古巣ロサリオ・セントラルへ1シーズンのレンタル移籍が決定した。
2022年7月23日、移籍金440万ユーロでロイヤル・アントワープFCへ移籍した。
2023年8月22日、エールディヴィジのアヤックス・アムステルダムへ移籍し、5年契約を交わした。

## 人物
8歳上の兄に同じくサッカー選手のエセキエル・アビラがいる。

## タイトル

### クラブ
ボカ・ジュニアーズ
- プリメーラ・ディビシオン : 1回 (2019-20)
- コパ・デ・ラ・リーガ・プロフェシオナル : 2回 (2020, 2022)
- スーペルコパ・アルヘンティーナ : 1回 (2018)

ロイヤル・アントワープ
- ジュピラー・プロ・リーグ : 1回 (2022-23)
- ベルギーカップ : 1回 (2022-23)
- ベルギー・スーパーカップ : 1回 (2023)